# Замок Каштелу-Родригу
Замок Каштелу-Родригу (порт. Castelo de Castelo Rodrigo) — средневековый замок в одноименном приходе Каштелу-Родригу, в городе Фигейра-ди-Каштелу-Родригу округа Гуарда, на северо-востоке Португалии. Стал Национальным монументом Португалии в 1992 году.

## История

### Древнее время
До недавних археологических исследований считалось, что замок Каштелу-Родригу был основан турдулами около 500 г до н. э., а затем использовался как оппидум римлянами. Неизвестно, причастны ли к строительству замка швабы или вестготы. Нет информации о судьбе замка и во время мусульманского периода завоевания.

### Средневековье
Во время реконкисты Пиренейского полуострова эта местность была завоевана Альфонсо IX (1188—1230). Он возвел здесь примитивный замок, который был частью оборонительной линии, ставшей затем частью защитных укреплений Рибакоа, наряду с замком Альфаячис, Алмейда, Каштелу-Бом и Каштелу-Мельхор. Эта защита была завершена к 1209 году, когда здесь была создана деревня. Затем деревня была пожалована графу Родриго Гонсалесу де Хирон, от которого и пошло это название Каштелу-Родригу.
Территория Рибакоа присоединилась к королевству Леон при посредничестве короля Альфонсо X и поэта Диниша I в XIII веке по договору в Альмисре. С тех пор правители Португалии стремились укрепить свои границы, улучшая защитные сооружения, в том числе и этот замок.
После воссоединения этого села с Португалией, возник новый территориальный конфликт, который случился во время династического кризиса 1383—1385 годов. После смерти короля Фернанда и коронации Донны Беатрис, его единственной дочери, которая вышла замуж за короля Кастилии, Португалия оказалась на грани потери независимости и покорения ее Кастилией. Хозяева Каштелу-Родригу присягнули на верность Беатрисе и королю Кастилии, Хуану I, но никак не ожидали, что Дон Жуан I, Магистр Ордена Святого Бенедикта Ависского, победит кастильские войска в Битве при Алжубарроте в 1385 году и будет провозглашен королем Португалии под именем Жуана I Ависского. Новый король не простил измену роду Родригу и приказал, чтобы их герб изображался в перевернутом виде.
В XVI веке король Филипп II присоединил к своим владениям Португальское королевство. Некоторые представители знати, в том числе Криштован ди Мора, тогдашний хозяин Каштелу Родригу, присягнули на верность испанскому королю. Однако местное население не простило этой измены: как только стало известно о восстановлении независимости Португалии (1 декабря 1640 года), его дворец подожгли спустя 9 дней, а развалины на вершине горы до сих пор напоминают об этом.

## Галерея

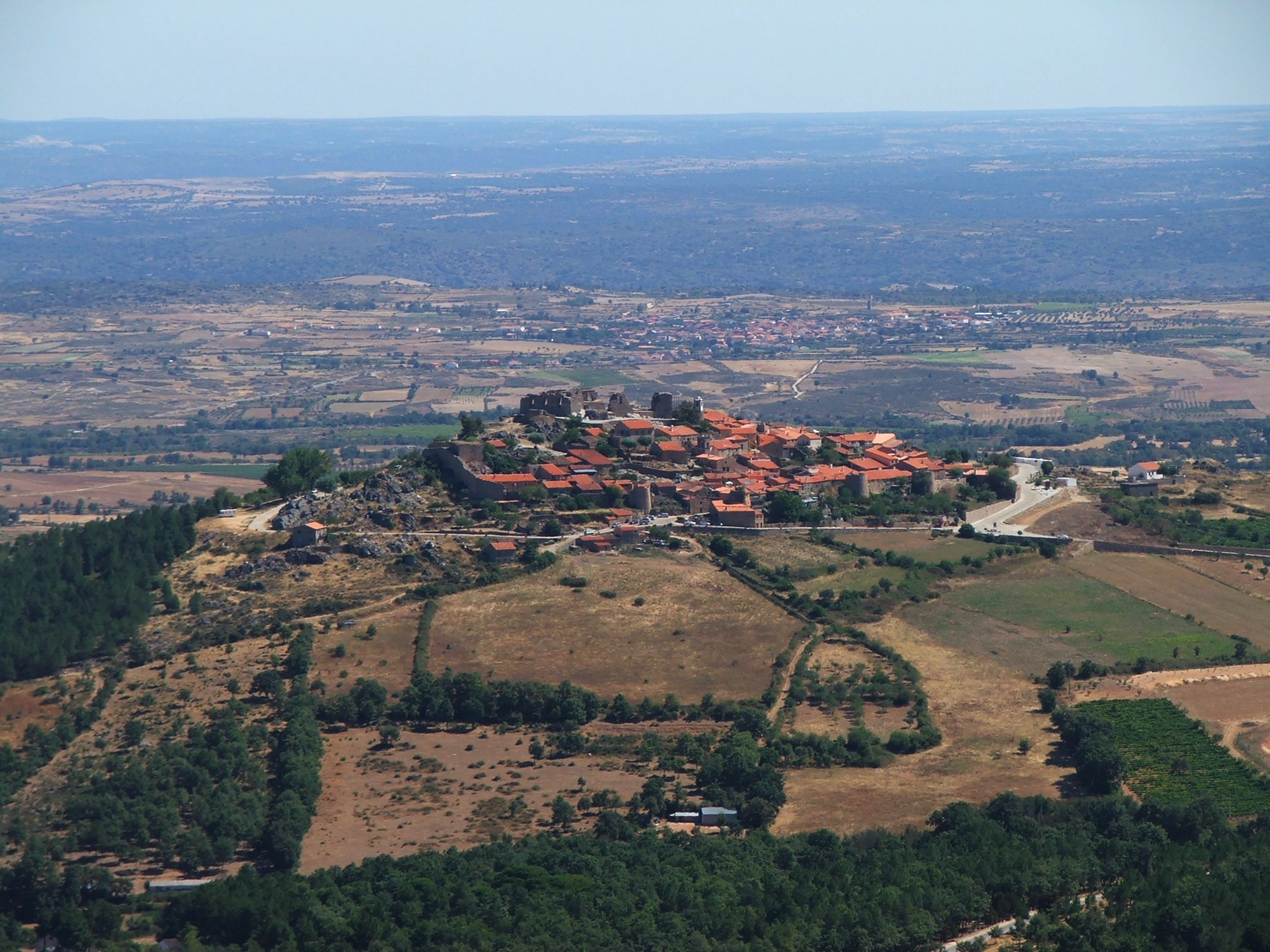
Деревня Каштелу-Родригу сверху
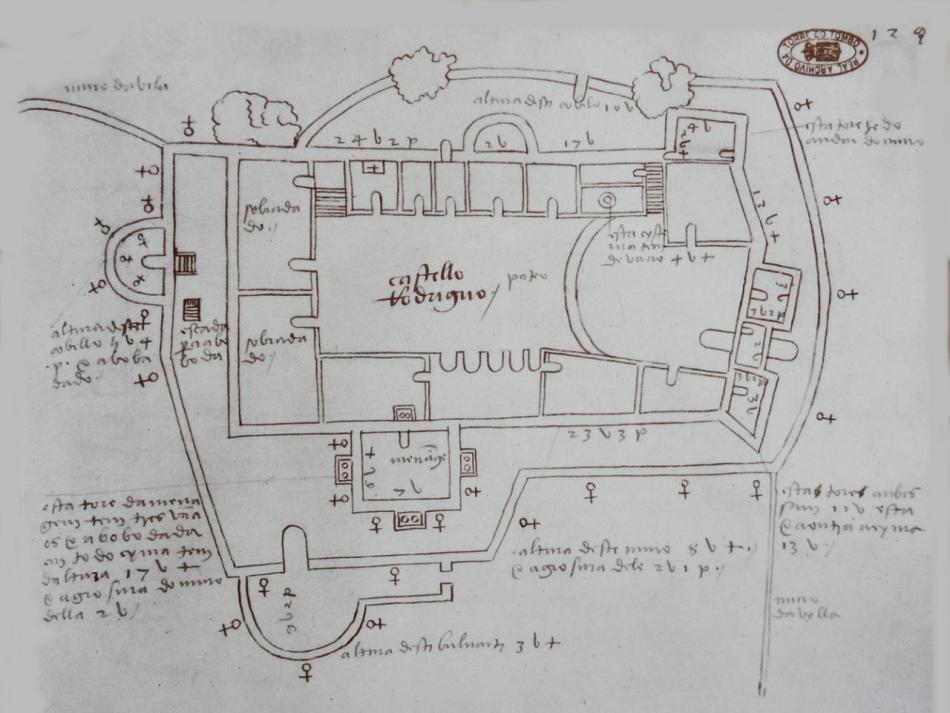
Планировка замка
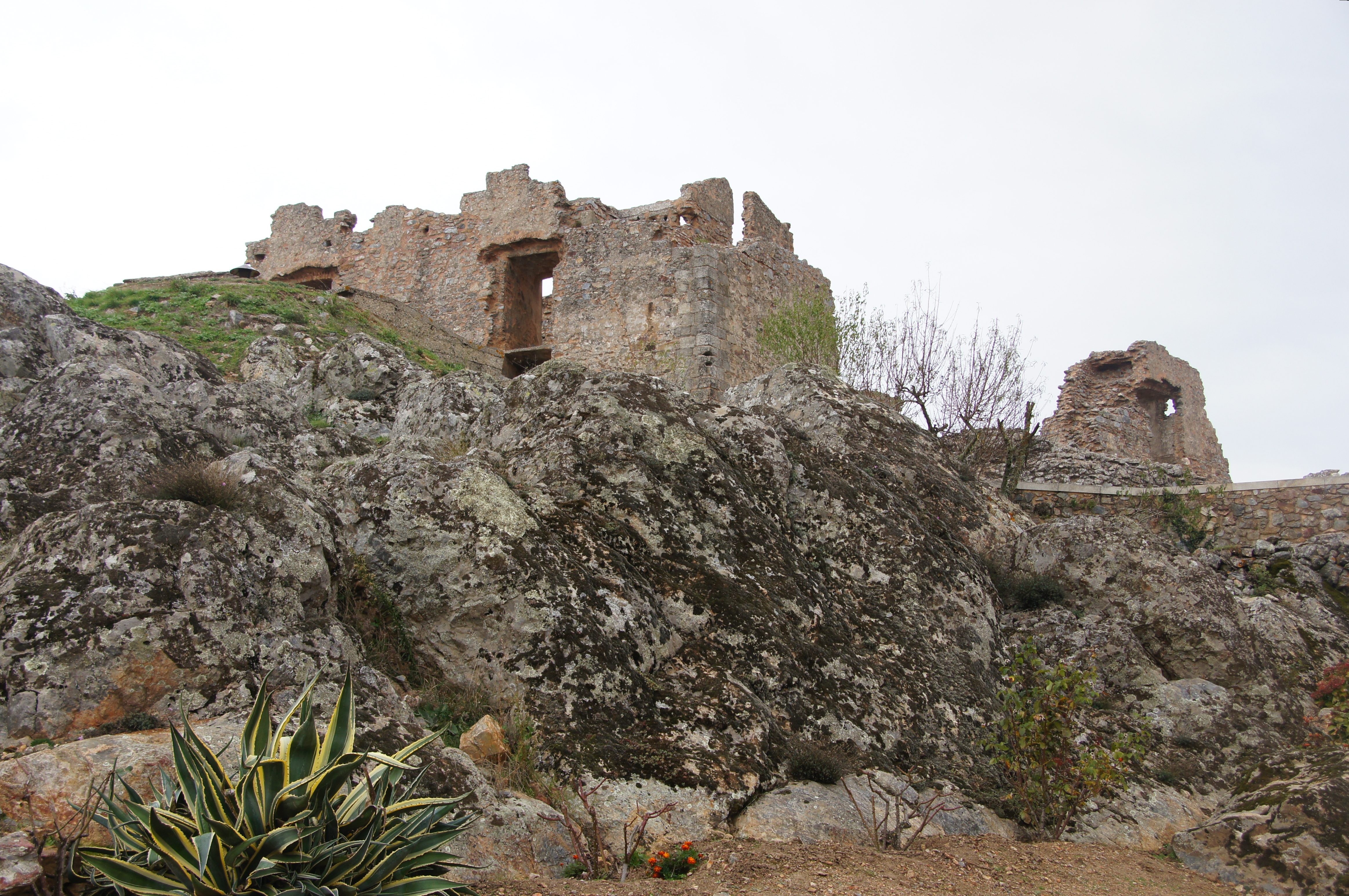
Остатки замка